# Lappion
Lappion település Franciaországban, Aisne megyében. Lakosainak száma 281 fő (2022. január 1.). Lappion Boncourt, Dizy-le-Gros, Nizy-le-Comte, Sainte-Preuve, La Selve és Sissonne községekkel határos.

## Népesség
A település népességének változása:
| Lakosok száma | 337  | 226  | 252  | 287  | 299  | 281  | 268  | 268  | 272  | 281  |
|               | 1968 | 1982 | 1990 | 2006 | 2013 | 2015 | 2017 | 2019 | 2020 | 2022 |